# Monte Perdido
Il Monte Perdido (chiamato Mont Perdu in francese, Punta de Treserols in aragonese e Monte Perduto in italiano) è la terza vetta più alta dei Pirenei.

## Geografia
La montagna si eleva ad un'altezza di 3.355 metri e si trova in Spagna, nella comunità autonoma dell'Aragona, non lontano dal confine con la Francia. Il lato francese è seminascosto (da qui il nome) dai picchi all'apparenza impenetrabili che si trovano nella zona del circo glaciale di Gavarnie e di Estaube.

## Accesso alla vetta
Giungere alla cima della montagna dal lato spagnolo è più semplice.

## Storia
Louis Ramond de Carbonnières fu uno dei primi a studiare i Pirenei e promotore della conquista del Monte Perdido da quando lo aveva identificato nel 1787 dalla cima del Pic du Midi de Bigorre (nei Pirenei francesi). A partire dal 1796 si dedicò all'insegnamento di Storia naturale nella nuova Scuola Centrale di Tarbes e le sue lezioni riscossero immediatamente un gran successo. Come specialista in botanica e geologia dei Pirenei centrali, nel 1797 iniziò a progettare quello che da tempo aveva in mente: raggiungere la cima del Monte Perdido per risolvere la controversia tra Dolomieu e Picot de Lapeyrouse riguardo alla natura calcarea della catena centrale.
La prima spedizione, che includeva quindici persone tra cui Picot de Lapeyrouse e molti degli studenti di Carbonnières, raccolse numerosi fossili, ma senza raggiungere la vetta. La minuta dall'ascensione uscì nel 1797 con il titolo Voyage au Mont-Perdu et dans la partie adjacente des Hautes-Pyrénées. Il 7 settembre 1797, accompagnato da suoi alunni come Brisseau de Mirbel (1776–1854), Ramond de Carbonnières cercò di salire una seconda volta. Ma è solo nel 1802 che riuscì finalmente a raggiungere la cima. In quella occasione, mandò avanti le guide Rondo e Laurens di Barèges, accompagnate da un pastore di Valle de Pineta, per trovare la strada. Il 10 agosto 1802, quattro giorni dopo la conquista del Monte Perdido da parte di questi tre uomini inviati da Carbonnières, egli stesso ripercorse il loro cammino fino alla vetta. Egli pubblicò una relazione della spedizione sul Journal de Mines, che gli varrà il riconoscimento degli studiosi dell'epoca.
Nel 1830, Anne Lister (1791–1840) fu la prima donna a scalare il Monte Perdido, con la guida Jean-Pierre Charles.
Nel 1888 avviene la prima scalata della parete nord da parte dell'alpinista Roger de Monts (1850–1914) con le guide Célestin Passet (1845–1917) e François Bernat-Salles (1855–1934).

## Tutela naturalistica

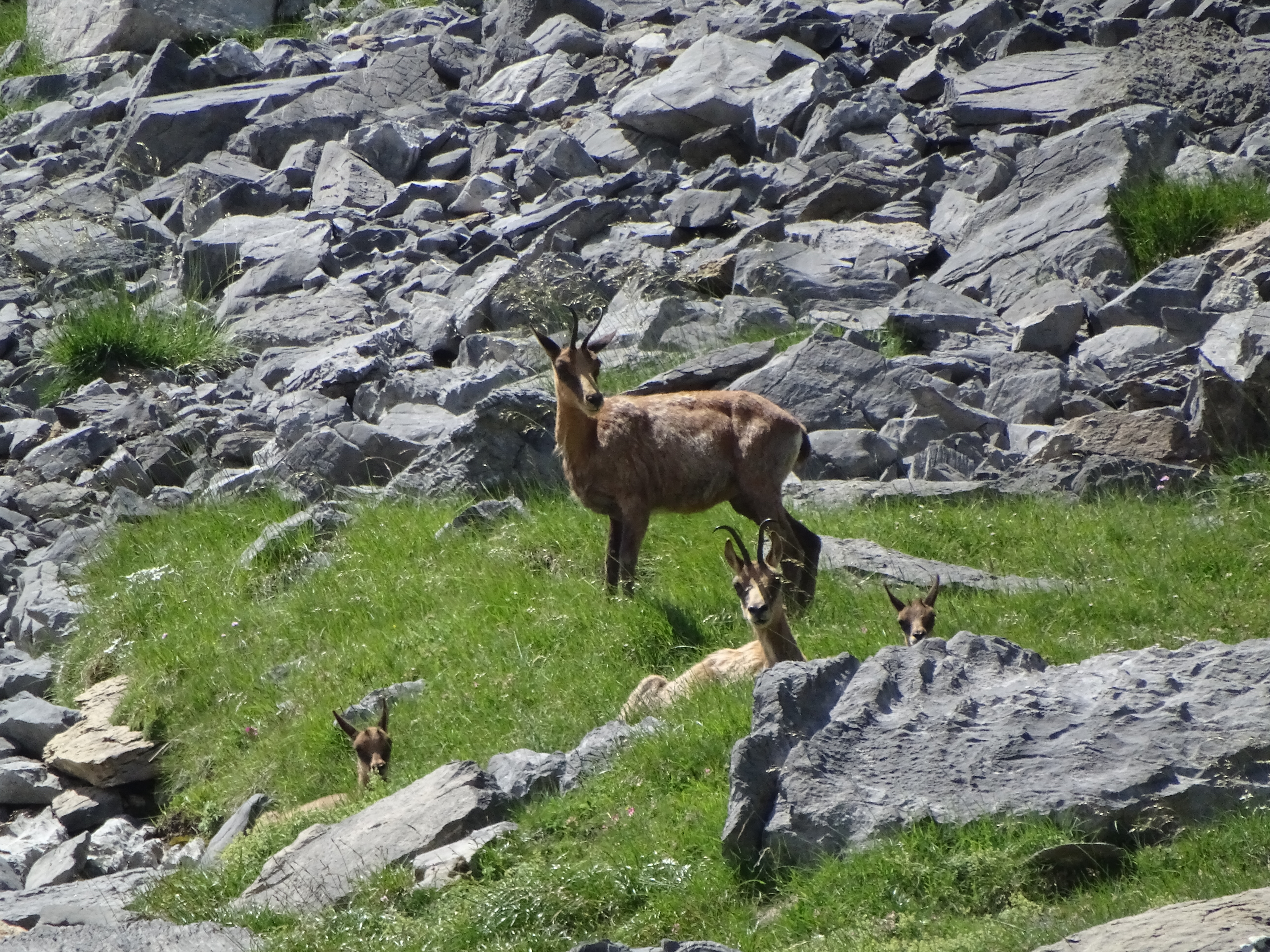
Camosci (Rupicapra pyrenaica pyrenaica)

La parte spagnola del Monte Perdido, dal 1982, rientra nel Parco nazionale di Ordesa e del Monte Perdido, area di grande pregio naturalistico per numero e qualità di specie vegetali e animali.